# دالي شولتز
دالي شولتز هو سياسي أمريكي، ولد في 12 يونيو 1953 في ماديسون في الولايات المتحدة. نشط حزبياً في الحزب الجمهوري. وقد انتخب عضو جمعية ولاية ويسكونسن ‏ وانتخب عضو مجلس ولاية ويسكونسن ‏.

## وصلات خارجية
- الموقع الرسمي